# Araneus huahun
Araneus huahun är en spindelart som beskrevs av Levi 1991. Araneus huahun ingår i släktet Araneus och familjen hjulspindlar. Inga underarter finns listade i Catalogue of Life.